# Franz Xaver Messerschmidt
Franz Xaver Messerschmidt (Wiesensteig entonces Baviera hoy Baden-Wurtemberg, 6 de febrero de 1736 - Presburgo, 19 de agosto de 1783) fue un escultor alemán entre los periodos Barroco y Neoclásico. Activo en Austria, fue inicialmente escultor de la corte de María Teresa I de Austria. Aquejado de problemas mentales en la última parte de su vida, hubo de retirarse a Presburgo, donde esculpió una serie de bustos de sí mismo representando expresiones faciales exageradas, por los que es recordado.

## Biografía

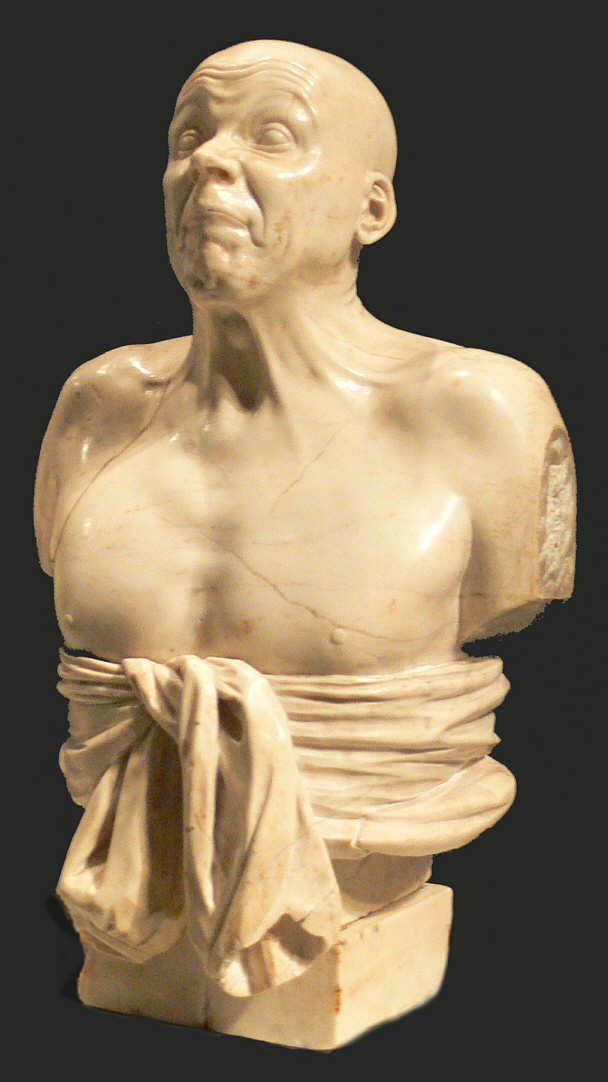
El último simplón, busto de Messerschmidt, en alabastro.

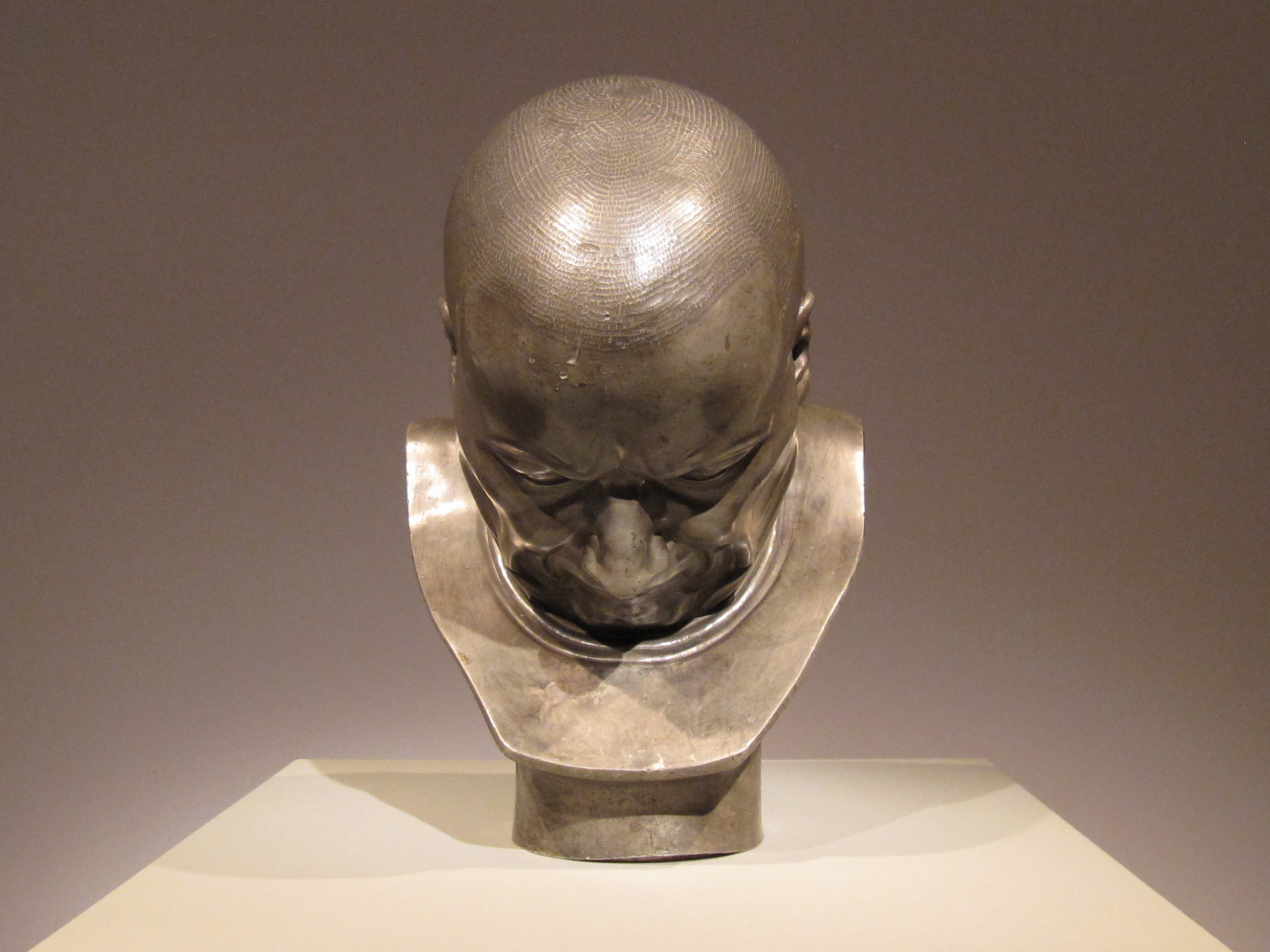
Un hipócrita y calumniador, en estaño.

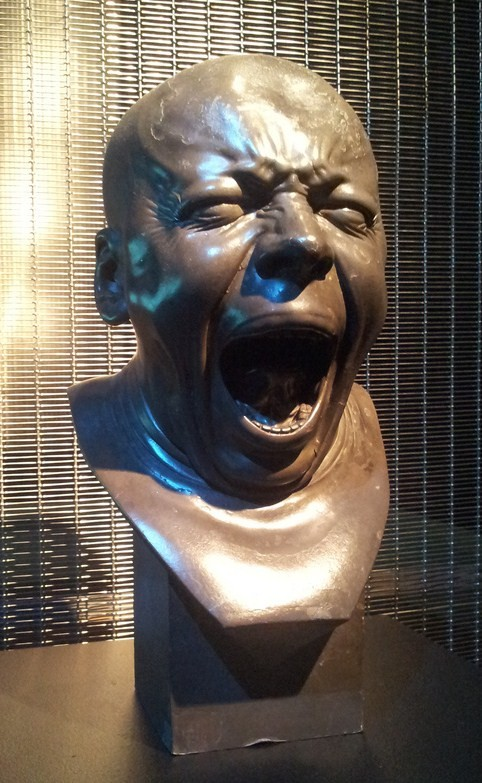
El bostezo.

Messerschmidth creció en Munich, al cuidado de su tío el escultor  Johann Baptist Straub, quien se convertiría en su primer maestro. Pasó dos años en Graz, en el taller de su otro tío materno, Philipp Jakob Straub. En 1755 se matriculó en la Academia de Bellas Artes de Viena, donde fue discípulo de Jacob Schletterer. Una vez graduado, encontró empleo en la colección imperial de armas, donde entre 1760 y 1763 se labró su fama al producir su primera obra de arte conocida, los bustos en bronce de la emperatriz María Teresa y su marido Francisco de Lorena, y una serie de bajorrelieves del príncipe heredero y su mujer. Estas obras se enmarcan en el barroco tardío, influenciado por la obra de Balthasar Ferdinand Moll. En este mismo estilo esculpió, bajo encargo de la emperatriz María Teresa, dos estatuas más de la pareja imperial entre 1764 y 1766. En su calidad de escultor de la corte de Viena, también trabajó en tallas religiosas y una serie de estatuas encargadas por la Princesa de Saboya.
Su período barroco terminó en 1769 cuando produjo un busto del médico de la corte, Gerard van Swieten, por encargo de la Emperatriz. En los siguientes años produjo obras de carácter neoclásico, sobre todo para la Academia de Viena. Sus obras neoclásicas parecen influenciadas por los bustos de la Roma republicana que pudo admirar en 1765 durante un viaje a Roma. Entre estas destaca el busto de Franz Anton Mesmer. 
A partir de 1770, empezó a trabajar en lo que llamó bustos de caracteres, por los que es principalmente recordado. El desarrollo de estos bustos tan característicos parece ligado a la paranoia y alucinaciones que Messerschmidt empezó a padecer en la década de 1770. Sus problemas mentales afectaron a sus relaciones con sus patrones y amigos, hasta el punto de que en 1774, cuando solicitó la plaza de profesor de la Academia (donde había enseñado desde 1769) que había quedado vacante, en vez de ser nombrado profesor fue expulsado. El conde de Kaunitz, ministro principal de la Emperatriz María Teresa, alabó el talento de Messerschmidth al tiempo que lamentaba que su estado mental lo descalificaran para enseñar en la Academia. 
A consecuencia de esto, y de su deterioro mental, abandonó Viena y en 1774 volvió a su pueblo natal, Wiesensteig, de donde fue invitado por la corte de Baviera en Munich. No obstante, no consiguió ningún encargo ni puesto en la corte bávara, por lo que en 1777 se mudó a Presburgo (actual Bratislava), donde su hermano Johann Adam Messerschmidth trabajaba de escultor. Pasó los últimos 6 años de su vida a las afueras de Presburgo, donde se dedicó principalmente a esculpir su colección de 69 bustos que representan 64 expresiones faciales exageradas, y por los que es principalmente recordado. Preso de sus alucinaciones y fobias, vivió apartado del mundo y se cree que murió de la Enfermedad de Crohn.